# Slanisko

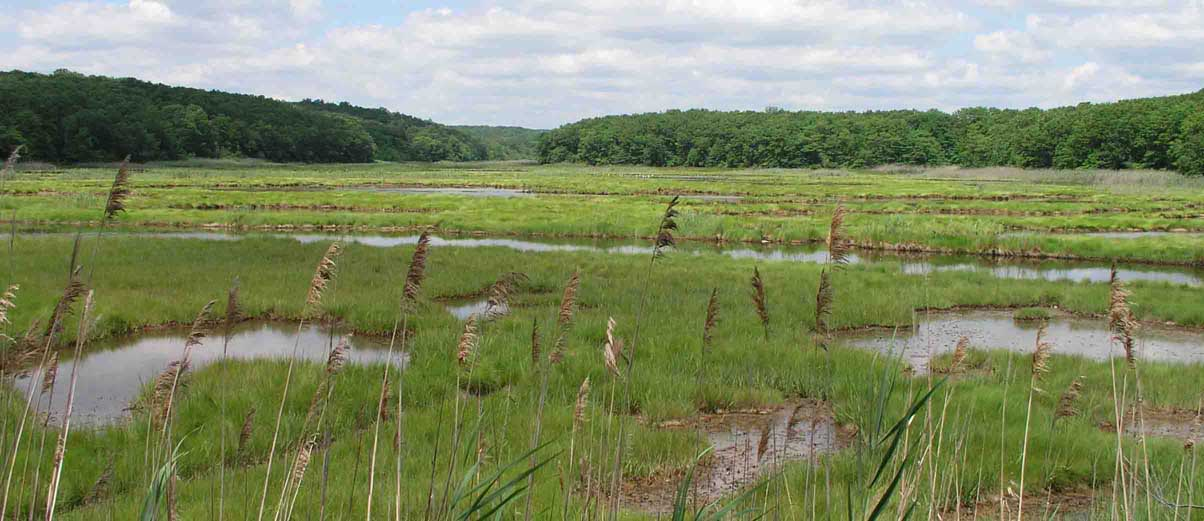
Přímořské slanisko na pobřeží Connecticutu

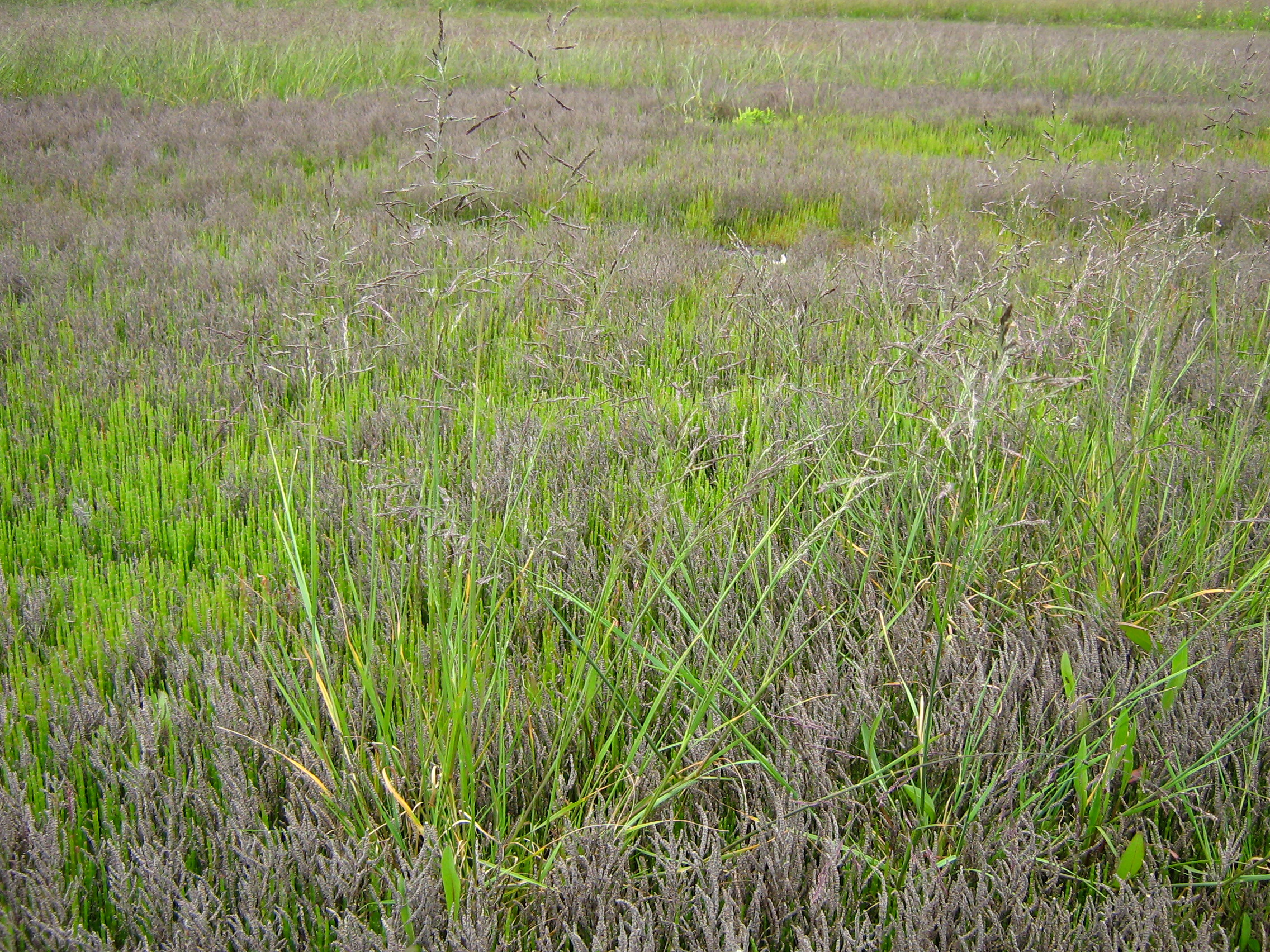
Slanisko v Polsku, nedaleko továrny na sodu

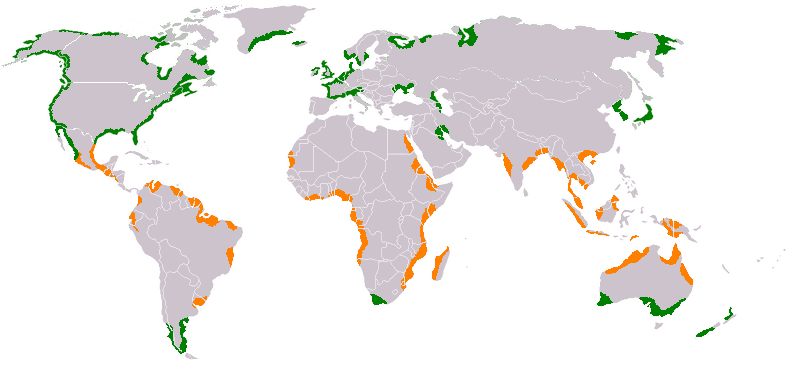
Slaniska zeleně, mangrovy oranžově

Slanisko je typ biotopu, často mokřadu, pro nějž je typická velká salinita (obsah soli v půdě a vodě). Existuje několik způsobů vzniku slanisek. Pro slanisko je typická slanomilná flóra, například limonky, některé pelyňky či mnohé rostliny z čeledi laskavcovitých.
Slaniska lze v zásadě rozdělit na přímořská a vnitrozemská. V blízkosti moří jde o různé střídavě zaplavované přílivové laguny, slané marše a watty; zasolení zde způsobuje mořská voda s obsahem chloridu sodného. Slaniska vznikají ale i ve vnitrozemí, většinou v suchých nížinách. Zde může vznikat zasolení díky minerálním pramenům (tedy pramenům bohatým na soli různých minerálů, jako jsou sírany, uhličitany, sodík, hořčík či draslík). Obvyklá slaniska jsou též na periodicky vysýchavých půdách, kde se na jaře tvoří slaná či brakická jezera a po jejich vyschnutí se odpařené soli usazují na povrchu půdy. Jindy se v půdě hromadí sůl díky vysokému výparu z půdy, který vytahuje minerální látky směrem k povrchu; ty se pak na povrchu projevují jako bílé solné výkvěty.
V českých zemích se nejvíce slanisek historicky vyskytovalo na jižní Moravě; v průběhu 19. a 20. století však většina z nich zanikla vlivem odvodnění a přeměny na zemědělskou půdu. Fragmenty jsou chráněny v přírodních rezervacích a památkách (například Slanisko u Nesytu či Slanisko Dobré Pole); s ekologickými úpravami krajiny v 21. století se některá z nich i spontánně obnovují.